# Gorges (Loira Atlántico)
 Gorges  es una población y comuna francesa, situada en la región de Países del Loira, departamento de Loira Atlántico, en el distrito de Nantes y cantón de Clisson.

## Demografía
| 1563 | 1701 | 2028 | 2379 | 2603 | 2649 |
| Para los censos de 1962 a 1999 la población legal corresponde a la población sin duplicidades (Fuente: INSEE [Consultar]) |      |      |      |      |      |